# Yukarıbelemedik, Pozantı
Yukarıbelemedik là một xã thuộc huyện Pozantı, tỉnh Adana, Thổ Nhĩ Kỳ. Dân số thời điểm năm 2009 là 458 người.